# Winter-Universiade 1997
Die Winter-Universiade 1997 fand vom 24. Januar bis 2. Februar 1997 in Muju sowie in Jeonju statt.

## Sportarten
Es fanden 51 Medaillenentscheidungen in 9 Disziplinen statt.
- Biathlon
- Eishockey
- Eiskunstlauf
- Eisschnelllauf
- Nordische Kombination
- Shorttrack
- Ski Alpin
- Skilanglauf
- Skispringen

## Medaillenspiegel
| Platz  | Mannschaft          | Gold | Silber | Bronze | Gesamt |
| ------ | ------------------- | ---- | ------ | ------ | ------ |
| 1      | Japan               | 9    | 9      | 7      | 25     |
| 2      | Russland            | 9    | 6      | 9      | 24     |
| 3      | Slowenien           | 7    | 4      | 7      | 15     |
| 4      | Volksrepublik China | 6    | 4      | 6      | 16     |
| 5      | Niederlande         | 6    | 4      | 1      | 11     |
| 6      | Südkorea            | 5    | 2      | 4      | 11     |
| 7      | Slowakei            | 4    | –      | –      | 4      |
| 8      | Tschechien          | 2    | –      | 3      | 5      |
| 9      | Frankreich          | 1    | 2      | 1      | 4      |
| 10     | Schweden            | 1    | 1      | 1      | 3      |
| 11     | Polen               | 1    | –      | –      | 1      |
| 12     | Belarus             | –    | 5      | 1      | 6      |
| 13     | Italien             | –    | 4      | 3      | 7      |
| 13     | Österreich          | –    | 4      | 3      | 7      |
| 15     | Ukraine             | –    | 2      | 2      | 4      |
| 16     | Vereinigte Staaten  | –    | 1      | 4      | 5      |
| 17     | Bulgarien           | –    | 1      | –      | 1      |
| 17     | Finnland            | –    | 1      | –      | 1      |
| 17     | Rumänien            | –    | 1      | –      | 1      |
| 20     | Deutschland         | –    | –      | 1      | 1      |
| 20     | Kanada              | –    | –      | 1      | 1      |
| Gesamt | Gesamt              | 51   | 51     | 51     | 153    |